# Goniothalamus elegans
Goniothalamus elegans este o specie de plante din genul Goniothalamus, familia Annonaceae, descrisă de Suzanne Ast. Conform Catalogue of Life specia Goniothalamus elegans nu are subspecii cunoscute.